# Palace
Palace var en brittisk datorspelsutvecklare. Palace fick ekonomiska problem i slutet på 1980-talet och gick i konkurs i början på 1990-talet.

## Utvecklade spel
- (1986) - The Sacred Armour of Antiriad
- (1987) - Barbarian: The Ultimate Warrior
- (1988) - Barbarian II: The Dungeon of Drax
- (1990) - Demoniak
- (1990) - Dragon's Breath (Dragon Lord)